# Сене, Саэр
Саэр Сене (фр. Saër Sène; род. 4 ноября 1986, Париж) — французский футболист, нападающий люксембургского клуба «Женесс» из Канаха.
Отец Саэра — сенегальский футболист Умар Сене.

## Клубная карьера
Сене начал карьеру в молодёжной академии «Пари Сен-Жермен» из своего родного города. В 2005 году он покинул клуб и подписал контракт с малоизвестной командой «Итамп». В 2007 году Саэр перебрался в Германию, где выступал за «Шорндорф» и «Зонненхоф Гроссаспах» из низших дивизионов. Сене довольно много забивал за «Зоннерхоф» и вскоре получил приглашение от дублёров мюнхенской «Баварии», которые также выступали в третьем немецком дивизионе. В составе основной команды он принял участие в Audi Cup и даже забил в ворота итальянского «Милана». Несмотря на редкие появления в заявке основы, Саэр выступал только за дублёров. В 2010 году он получил травму и пропустил большую часть сезона. После возвращения в строй Сене забил восемь мячей, после чего покинул баварцев как свободный агент.
В начале 2012 года Саэр подписал контракт с американским «Нью-Инглэнд Революшн». 18 марта в матче против «Спортинг Канзас-Сити» он дебютировал в MLS. 24 марта в поединке против «Портленд Тимберс» Сене забил свой первый гол за «революционеров». В своём дебютном сезон он забил одиннадцать мячей, включая два «дубля» сделанные в ворота «Хьюстон Динамо» и «Чивас США». После удачного первого сезона Сене забивал немного и летом 2014 года покинул команду.
Новой командой Саэра стал «Нью-Йорк Ред Буллз». 24 августа в матче против канадского «Монреаль Импакт» он дебютировал за быков, заменив во втором тайме Тьерри Анри. Спустя три дня в поединке Лиги чемпионов КОНКАКАФ против сальвадорского ФАСа Сене забил свой первый гол за клуб из Нью-Йорка. В конце сезона клуб отказался продлевать контракт с Саэром и в начале 2015 года он на правах свободного агента стал игроком английского «Блэкпула». 10 января в матче против «Миллуолла» Сене дебютировал в Чемпионшипе. Больше Саэр в составе «Блэкпула» не выходил, лишь несколько раз попав в заявку. Летом 2015 года он вернулся в Германию, подписав контракт с клубом «Веен».
Летом 2016 года Саэр перешёл в «Штутгартер Кикерс». 5 августа в матче против «Вальдофа» он дебютировал за новую команду. 2 сентября в поединке против «Ульм 1846» Сене забил свой первый гол за «Штутгартер Кикерс».